# Julius Eugen Wagner
Julius Eugen Wagner (* 3. Juli 1857 in Hanau; † 17. Juli 1924 in Leipzig) war ein deutscher Chemiker, Professor an der Universität Leipzig und erster Hochschullehrer für Didaktik der Chemie in Deutschland.
Wagner ging in Hanau, Düsseldorf und Erfurt zur Schule und studierte ab 1874 Naturwissenschaften und insbesondere Chemie an den Universitäten Straßburg, Leipzig und Gießen, legte 1881 das Oberlehrerexamen ab und wurde 1883 in Leipzig promoviert (Über die Zähigkeit von Salzlösungen). Danach war er dort Unterrichtsassistent, zuerst bei Gustav Heinrich Wiedemann und dann bei Wilhelm Ostwald. 1898 habilitierte er sich in Leipzig (Maaßanalytische Studien), wurde Privatdozent und erhielt 1901 einen Lehrauftrag für Didaktik der Chemie, woraus 1904 eine planmäßige außerordentliche Professur wurde. Das war die erste Professur für Didaktik der Chemie in Deutschland, die auf Drängen von Wilhelm Ostwald eingerichtet wurde, aber nach dem Tod von Wagner nicht weitergeführt wurde. Die Ausbildung für das höhere Lehramt übernahm der Nachfolger von Ostwald Max Le Blanc und danach Wilhelm Böttger (1871–1949), das Extraordinariat von Wagner wurde aber der angewandten Chemie überlassen.
Ostwald selbst hatte am Anfang seiner Karriere aus finanziellen Gründen zusätzlich an einer Schule (der Kreisschule in Dorpat) unterrichtet, konnte dort aber in der Chemie kaum Experimente durchführen (er lud die Schüler dazu sonntags in das Physikalische Institut der Universität Dorpat ein, um Experimente demonstriert zu bekommen). Am universitären Chemieunterricht störte Ostwald, dass er auf die Ausbildung von Analytikern zugeschnitten war und didaktische Gesichtspunkte für die Lehrerausbildung nicht berücksichtigte. Nachdem Ostwald 1906 die Universität verlassen hatte, ließ auch das Engagement von Wagner in der Forschung zur Didaktik der Chemie nach (zuletzt veröffentlichte er dazu 1909).
Ab 1921 konnte Wagner aus Gesundheitsgründen nicht mehr regelmäßig lehren und 1923 musste er die Vorlesungen ganz einstellen.
Als Chemiker befasste er sich mit Physikalischer Chemie (Theorie von Dissoziation und Lösungen) und Analytischer Chemie (Maßanalyse). In Leipzig war er auch mit den Anfängerpraktika befasst, was ihn Ostwald geeignet erscheinen ließ, eine Professur für Didaktik der Chemie zu übernehmen.

## Schriften
- Der Anfangsunterricht in der Chemie, Leipzig: Barth 1903